# Ecaterina Oproiu
Ecaterina Oproiu (n. 13 septembrie 1929, București, România – d. 22 aprilie 2024) a fost publicistă, biograf, critic de film, dramaturg, magistrată, realizatoare de filme documentare, scriitoare, autoare și traducătoare română. Conform unor surse și a unor afirmații făcute chiar de către ea în jurnalele sale, Ecaterina Oproiu a studiat și arhitectură.

## Biografie
A absolvit Facultatea de Drept a Universității din București în 1952. La data absolvirii facultății, Ecaterina era deja cunoscută drept fiind publicistă cu articole semnate în România Liberă și alte publicații periodice ale timpului. A început să publice având sprijinul profesional al familiei Bellu. Niculae Bellu era redactorul șef responsabil al României Libere, devenind ulterior Profesorul de Etică al Universității, iar soția sa, Elena Bellu, i-a devenit Ecaterinei Oprea o prietenă apropiată: 
| “ | Lucram la România Liberă, dar, încă, eram minoră. Fiindcă voiam să mă mărit, a trebuit ca tata să semneze că e de acord. Pe lângă tată nr. 1, mai era și tată nr. 2, șeful meu, Niculae Bellu, cu soția sa, Elena. Datorită lui Bellu, am mai spus-o, dar, o s-o repet toată viață, am prins ultimul tren care mi-a permis să continui facultatea, căci, împotriva tuturor «indicațiilor», Bellu m-a luat la ziar. | ” |

A fost căsătorită cu economistul român Costin Murgescu.

## Activitate
Între anii 1965-1989 a fost redactor-șef al revistei Cinema. A făcut parte din jurii internaționale, delegații, comisii de achiziție a filmelor străine, comitete de vizionare. A scris cronici de la aproximativ 30 de ediții Cannes, publicate în România literară și în Cinema.
Cunoscută pentru piesele ei de teatru, Ecaterina Oproiu a transpus în acestea teme precum complexitatea cuplului, condiția femeii și feminismul. Astfel, piesele de teatru, „Nu sunt turnul Eiffel,” „Cerul înstelat deasupra noastră,” „Interviu,” și „3x8 plus infinitul” reflectă valorile sale și felul în care autoarea vede transpuse dramatic aceste teme.
A colaborat cu televiziunea națională a României, prezentând filmele ce rulau în cadrul emisiunii ,,Telecinemateca”.
Conform unor surse, mai mult sau mai puțin susținute, se presupune că Ecaterina Oproiu ar fi fost și informatoare a securității în vremea comunismului. Nu există prea multe informații pe acest subiect, doar câteva surse ambigue.
După schimbarea regimului comunist din 1989, Ecaterina Oproiu a continuat să publice în săptămânalul „Adevărul literar și artistic.” Între anii 1992 și 2002 a făcut parte din Consiliul Național al Audiovizualului.
Între 2014 si 2017 a publicat trei antologii de diaristică și altele (Jurnal I, Jurnal II, Jurnal III), una de teatru (Comedii cu nisip în dinți), o piesă de sine stătătoare (Furnizorii Casei Regale) și două romane (Miss România, o garsonieră în iad). 

## Despre emanciparea condiției feminine
Ecaterina Oproiu a decis să-și publice trei dintre jurnalele pe care le-a scris de-a lungul vieții, descriind întâlniri cu diferite personalități din lumea teatrului și filmului autohton sau internațional, cu prieteni, cunoscuți sau cu membrii ai familiei, totul sub forma unui jurnal care se întinde pe câteva volume (dintre cele publicate): Jurnal I; Jurnal II; Jurnal III, toate publicate la Editura Semne.
| “ | Am aproape o sută de «jurnale» scrise de pe la paisprezece ani. Decenii am purtat în ghiozdan, în servietă, în poșetă un astfel de caiet - jurnalul ținea loc de privit pe geam sau de suit pe pereți - jurnalul n-a fost pentru mine doar un «tovarăș de drum», ci și urechea care asculta când pereții aveau urechi. | ” |

Ecaterina Oproiu considera că e necesară nu doar emanciparea femeii ci și emanciparea bărbatului. Într-o perioadă în care lucrări feministe occidentale fundamentale sau informații primare despre mișcarea de femei din lume erau inaccesibile chiar și specialiștilor în științe sociale, Ecaterina Oproiu „... reușea să-și mențină libertatea în gândire și liberă exprimare despre problema emancipării femeii în societate.”
Fiind și traducătoare, la începutul anilor 1970, Ecaterina Oproiu a tradus în română Drama eliberării femeii, scrisă de Mathilde Niel, despre care Ecaterina mărturisește că: 
| “ | ... nu este ceea ce se cheamă o carte feministă. Ea propune nu numai extinderea rolului femeii ci și regândirea raporturilor milenare dintre cele două jumătăți ale lumii. Ea propune o altă calitate a condiției umane. Pentru atingerea unui asemenea salt e nevoie și de emanciparea femeii, și de emanciparea bărbatului. Pentru atingerea unui asemenea salt feminismul e o condiție necesară, dar nu și suficientă. Cartea nu este numai utilă. Este acut necesară. | ” |

Tot în cadrul traducerii în limba română a operei Drama eliberării femeii de Mathilde Niel și a comentariului asupra cărții, Ecaterina Oproiu afirmă că:
| “ | Există un feminism al antichității. El nu s-a exercitat la nivelul unei clase ci la nivelul unor personalități artistice de tip Sappho sau al unei categorii feminine de tip hetaire. Există feminismul aristocrat al evului mediu. El a ridicat castelana din punct de vedere spiritual și cultural deasupra soțului și a fratelui ei. Există feminismul Renașterii. El a marcat un moment de scurtă, dar spectaculoasă emancipare intelectuală a femeilor din straturile privilegiate. Există feminismul de tip SF al utopiștilor și feminismul moral și utilitarist al lui John Stuart Mill; există feminismul viitorologic al lui August Bebel și feminismul pragmatic al sufragetelor; există feminismul șovin al M.l.f.-ului și feminismul existențialist al Simonei de Beauvoir. | ” |

Despre libertatea ei de exprimare manifestată prin intermediul operelor ei, Ecaterina Oproiu mărturisește în „Jurnal 1“ că a avut noroc cu părinții, bunicii, prietenii și profesorii ei. Îl include și pe Niculae Bellu, cel pe care Ecaterina în considera ca un al doilea tată, numindu-l „cea mai înaltă autoritate morală.“ a vieții ei. Publicând de la 18 ani în România Liberă, Ecaterina Oproiu mărturisește despre Niculae Bellu,
| “ | ... curajul de a îndrăzni și de a nu se supune fără vreun motiv întemeiat la orice aspect al societății în care trăia atunci. | ” |

## Premii și distincții
A obținut două premii pentru critică cinematografică ale Asociației Cineaștilor din România (ACIN): în 1977 („pentru cronicile filmelor românești din ziarul România Liberă”) și în 1982 („pentru contribuția sa la afirmarea cinematografiei românești”).
A fost distinsă cu Ordinul Meritul Cultural, clasa a II-a (1971) „pentru merite deosebite în opera de construire a socialismului, cu prilejul aniversării a 50 de ani de la constituirea Partidului Comunist Român.”

## Operă

### Cărți
- Un idol pentru fiecare, non-ficțiune, București, 1970
- Greta Garbo, biografie (în colaborare), București, 1972
- 3 x 8 plus infinitul - dialoguri despre condiția femeii, București, 1975 — Interviuri cu femei diferite: o sudoriță dintr-o uzină, o țărancă, o femeie procuror, celebra Ana Aslan, ...
- Enciclopedia caminului – coordonatoare, Ecaterina Oproiu si Tatiana Corvin; redactor coordonator, Dinu-Teodor Constantinescu, Editura Stiintifica si Enciclopedica, 1975
- Nu sunt Turnul Eiffel - pseudocomedie în doua părți, București, 1978
- Cerul înstelat deasupra noastră - piesă în două părți, București, Editura Eminescu, 1986
- O cină romantică, teatru, Editura „Dacia XXI”, 2011
- Parlez-moi d’amour, teatru, Editura „Dacia XXI”, 2011
- Furnizorii Casei Regale, Editura Semne, 2013
- Jurnal, 3 volume (volumul 1 — Piguleli; volumul 2 – Liberte ... egalite ... decapite ...; volumul 3 — Salutări de la Cannes), Editura Semne, 2013 - 2015
- Comedii cu nisip in dinti, roman, Editura Semne, 2014
- Miss Romania, roman, Editura Semne, 2016
- O garsoniera in iad, roman, Editura Semne, 2017

### Piese de teatru
- Nu sunt Turnul Eiffel, premiera a avut loc în 1964, la Teatrul Tineretului din Piatra Neamț
- Cerul înstelat deasupra noastră, data premierei, joi, 10 ianuarie 1985
- Interviu, (titlul inițial fusese, Handicap), Teatrul Municipal „Lucia Sturdza-Bulandra”, data premierei, 18 decembrie 1976

### Traduceri
- Mathilde Niel, Drama eliberării femeii, București, 1974

### Premii
- Premiul Academiei Române pentru dramaturgie (1978)
- Premiul ACIN pentru critică de film (1977, 1982).

## Vezi și
- Listă de dramaturgi români
- Listă de piese de teatru românești